# Moses Harris
Moses Harris, född i Holborn, London den 15 april 1730, död cirka 1788, var en engelsk entomolog och gravör

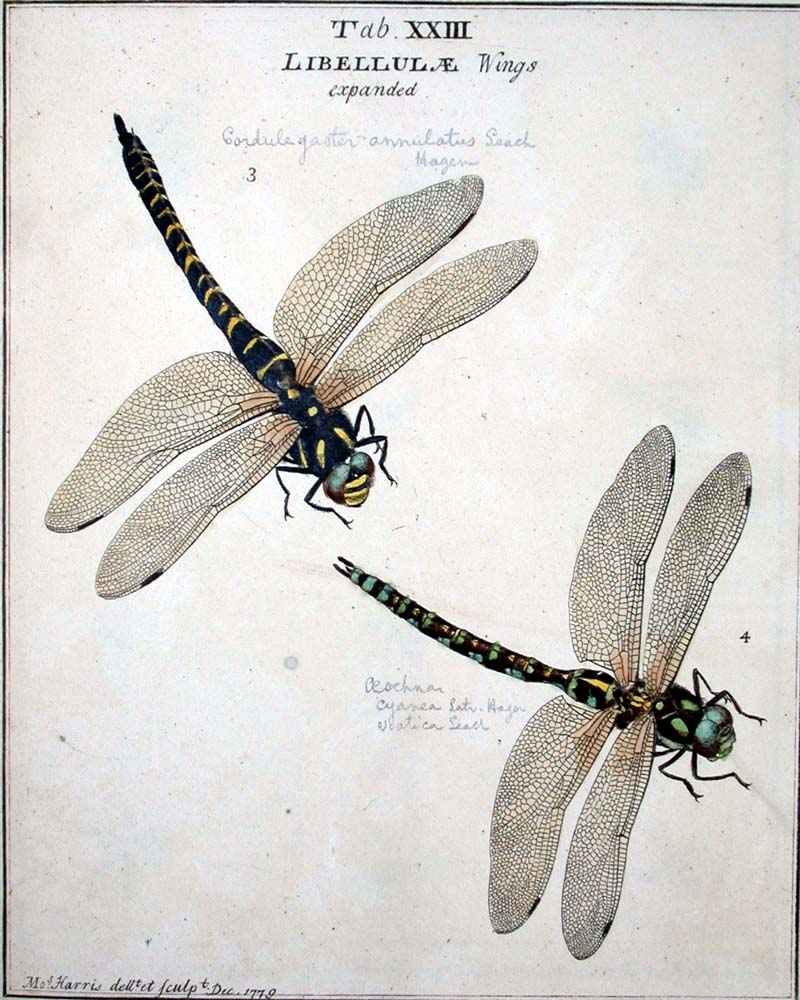
Hanar av Aeshna cyanea och Cordulegaster annulatus (boltoni) från An Exposition of English Insects Including the Several Classes of Neuroptera, Hymenoptera, & Diptera, or Bees, Flies, & Libellulae.

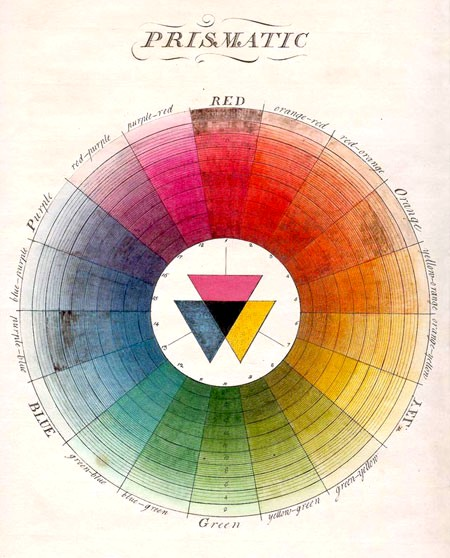
Moses Harris "färghjul" som visar hur en mångfald färger kan åstadkommas av tre.

## Bidrag till vetenskapen
I Natural System of Colours (1769-1776) undersökte han Isaac Newtons verk och försökte avslöja den mångfald färger som kan skapas från tre grundfärger. Den publicerades på nytt 1811, denna gång redigerad av Thomas Martyn med dedikation till Royal Academys andre preses Benjamin West. Som naturalist ville Harris förstå sambandet mellan färgerna och hur de kodas och i boken försökte han förklara principerna för hur nya färger kan framställas med rött, gult och blått. Harris visade vad som nu är känt som subtraktiv färgblandning och hans viktigaste observation var att svart uppkommer om man blandar alla tre färgerna.
Harris var också pionjär när det gäller användningen av vingribbornas utformning för insekternas systematik.

## Verk
- Natural System of Colours (mellan 1769 och 1776)
- Natural System of Colours (editerad av Thomas Martyn, London, 1811)
- The Aurelian or natural history of English insects (1766, 2 uppl 1775)
- The English Lepidoptera, or, the Aurelian's Pocket Companion (1775)
- An Exposition of English Insects Including the Several Classes of Neuroptera, Hymenoptera, & Diptera, or Bees, Flies, & Libellulae (1776[-80])
- Kopparstick till Dru Drurys Illustrations of Natural History (1770) och William Martyns New Dictionary of Natural History (1785), samt teckningar åt William Curtis, grundaren av The Botanical Magazine.[11]

## Familj
Harris lämnade efter sig fru och en akvarellmålande son John Harris (1767–1832).